# Balla (Irlande)
Pour les articles homonymes, voir Balla.
Balla (en irlandais : Balla « mur ») est un village du comté de Mayo, en Irlande. Il est situé sur la route secondaire nationale N60, la principale route entre Castlebar et Claremorris. L'économie du village survit principalement via le trafic commercial de la N60 qui voit passer 7 000 véhicules à travers le village chaque jour. Balla a une seule rue.